# Bteghrine
Bteghrine is een plaats in het Libanese district Metn. Bteghrine wordt voornamelijk bewoond door christenen.

## Geboren in Bteghrine
- Elias al-Murr, minister van defensie
- Michel al-Murr, minister van binnenlandse zaken

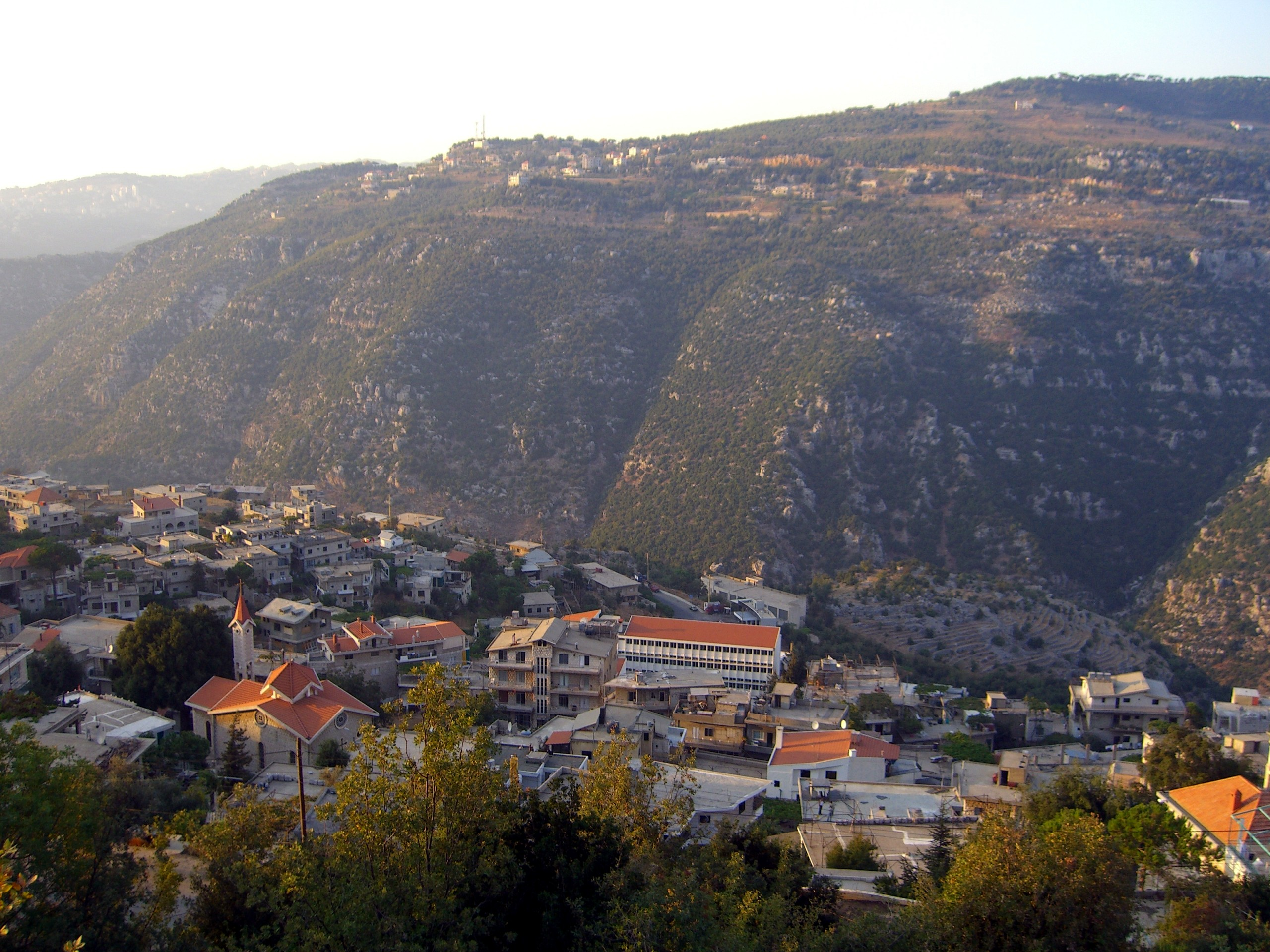
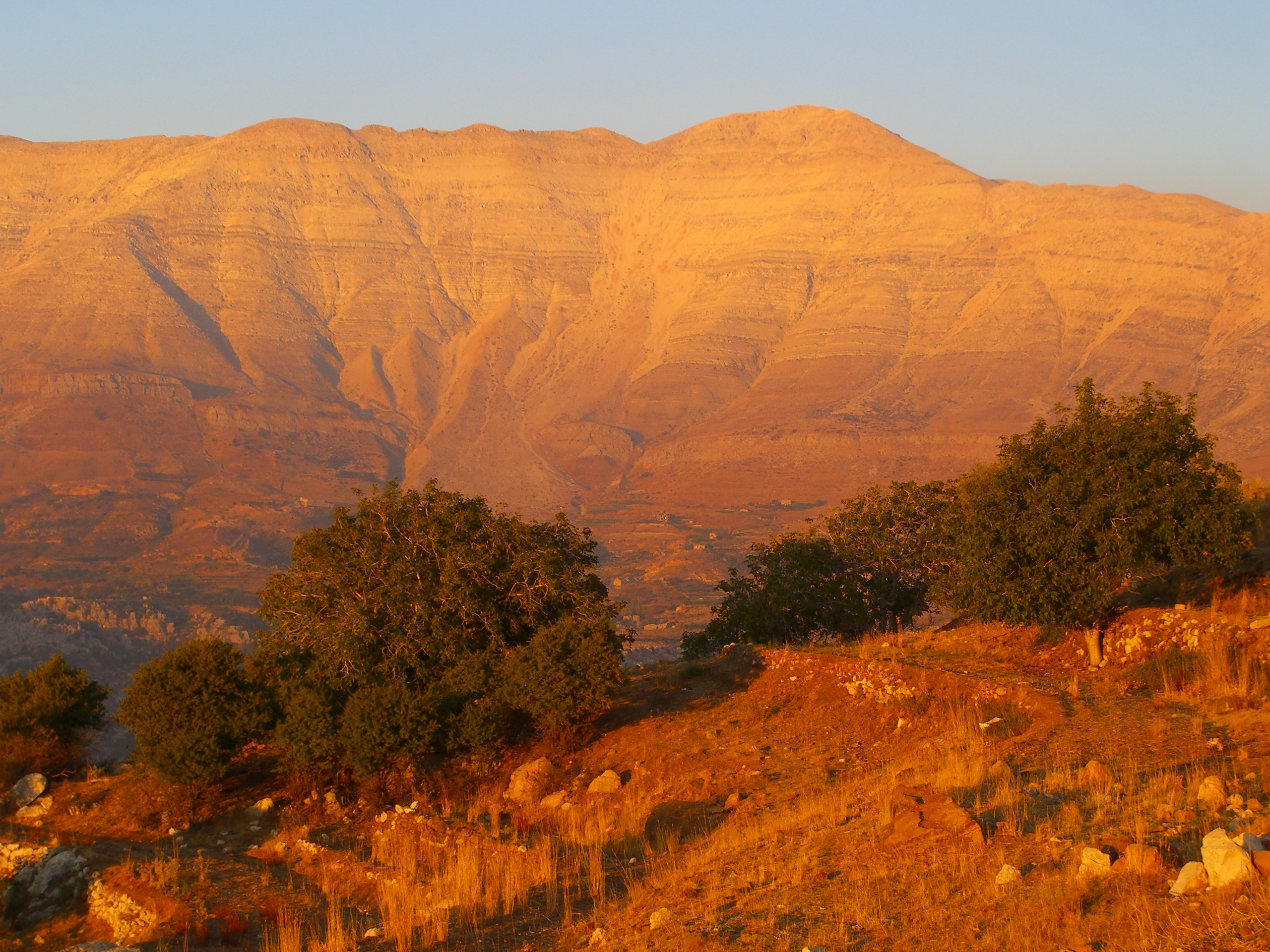
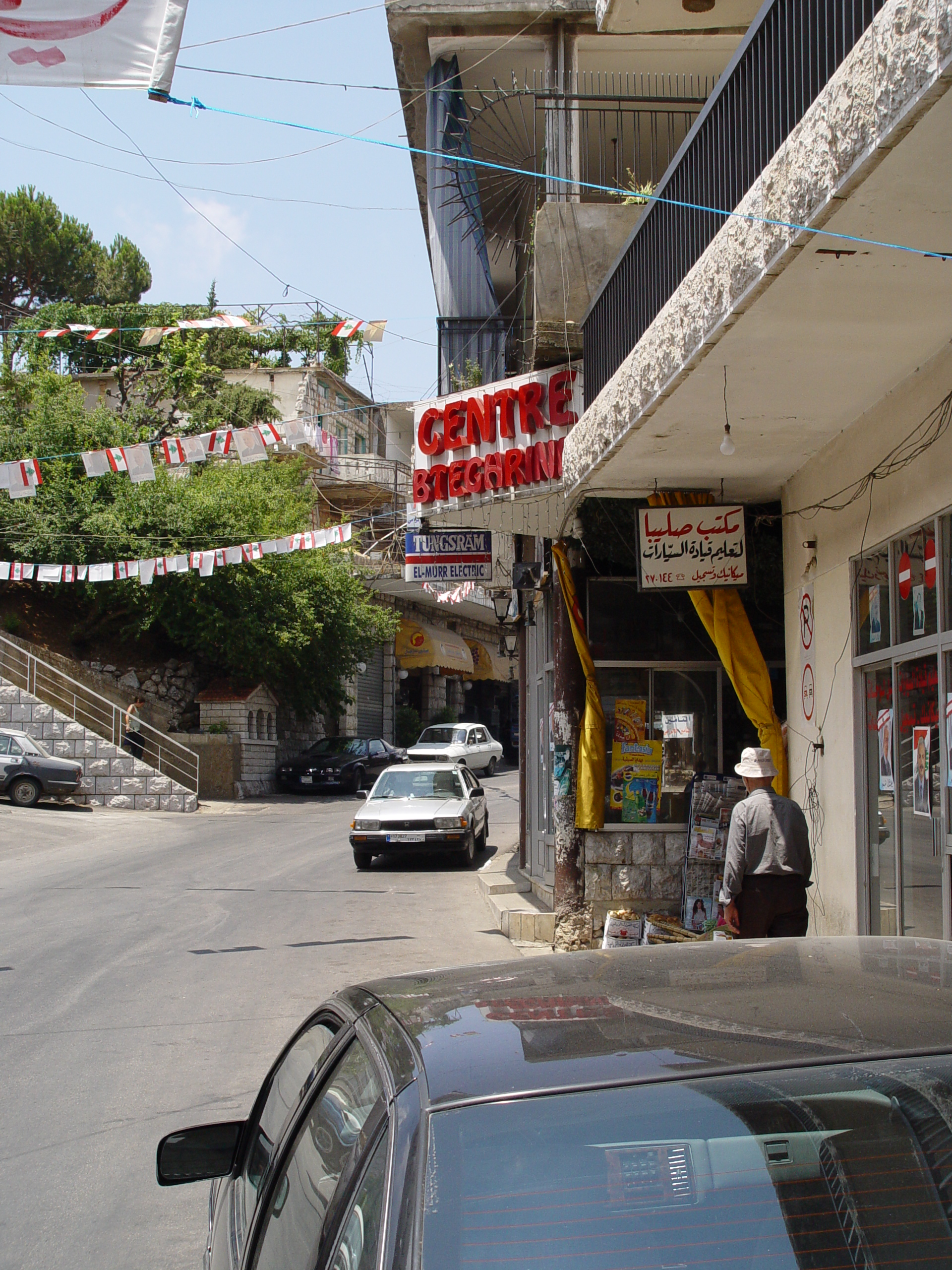